# 園田麻乃
園田 麻乃（そのだ あさの、1993年10月10日 - ）は、宮崎県小林市出身の元ハンドボール選手。

## 経歴
宮崎県立小林秀峰高等学校時代は2011年に第19回日・韓・中ジュニア交流競技会の日本代表に選出された。
高校卒業後は福岡大学へ進学。2016年の九州学生ハンドボールリーグ春季大会で最優秀選手に選出。同年の秋季大会では優秀選手に選ばれた。
2017年3月22日に日本ハンドボールリーグのプレステージ・インターナショナル アランマーレへ加入したことが発表された。2017-18年シーズンはリーグ6位の101得点を挙げた。
2018-19年シーズン限りで現役を引退。

## 詳細情報

### 年度別成績
| 年       | チーム       | 試合 | フィールド 得点 | 率   | 7m   | 合計    | 警告 | 退場 | 失格 |
| -------- | ------------ | ---- | --------------- | ---- | ---- | ------- | ---- | ---- | ---- |
| 2017-18  | アランマーレ | 24   | 96/259          | .371 | 5/12 | 101/271 | 0    | 0    | 0    |
| 2018-19  | アランマーレ | 24   | 43/102          | .422 | 0/0  | 43/102  | 0    | 0    | 0    |
| JHL：2年 | JHL：2年     | 48   | 139/361         | .385 | 5/12 | 144/373 | 0    | 0    | 0    |

- 各年度の太字はリーグ最高

### 記録

#### 日本ハンドボールリーグ
- フィールドゴール初得点：2017年8月26日、対オムロン戦（熊本県立総合体育館）[7]
- 7mスロー初得点：同上

### 背番号
- 13 (2017年 - 2019年)